# 埔頂 (桃園市新屋區)
埔頂，是臺灣桃園市新屋區的一個傳統地域名稱，位於該區南部偏東。相較於今日行政區，其範圍大致與埔頂里相近。

## 歷史
台灣清治末期至日治初期，埔頂地區為一街庄，稱為「埔頂庄」，隸屬於竹北二堡。該庄北邊西大段與東勢庄為鄰，北邊東小段及東北邊與九斗庄為鄰，東南與上田心仔庄為鄰，西南與員笨庄為鄰，西邊為社仔庄。
1901年（日治明治三十四年）11月，全台廢縣廳改設二十廳，該庄隸屬於桃仔園廳。1903年（明治三十六年），改名桃園廳。1909年（明治四十二年）10月，合併二十廳為十二廳，該庄隸屬不變。1920年（大正九年），廢十二廳改設五州二廳，該庄改制為「埔頂」大字，隸屬於新竹州中壢郡新屋庄，大字下有「埔頂」、「水碓」小字名。
戰後新屋庄改制為新屋鄉，隸屬於新竹縣，大字亦改制為村。1950年桃、竹、苗分治，新屋鄉改隸屬於桃園縣。2014年12月，桃園縣升格為直轄桃園市，新屋鄉改制為新屋區，村亦改制為里。

## 交通
市道115號是觀音至芎林的道路，大致以北北西—南南東走向經過埔頂地區東部近邊界地帶，向北可前往新屋市區、觀音等地，向南可前往楊梅、新埔、芎林，續行延伸道路過頭前溪橋可通往省道台68線（東西向快速公路－南寮竹東線）的芎林交流道。

## 學校
- 埔頂國小